# Torneig d'escacs de Noruega de 2013
El Torneig d'escacs de Noruega de 2013 fou un torneig d'escacs va tenir lloc del 7 al 18 de maig de 2013 a Noruega.
El torneig del 2013 va començar amb un blitz jugat a la Universitat de Stavanger el 7 de maig de 2013. Les rondes 1–8 varen ser jugades a l'Hotel Residence, Sandnes (rondes 1–3, 5–6, 8), a Aarbakke fàbrica de Strand a Bryne (ronda 4) i a l'illa Sør-Hidle a Strand (ronda 7). La ronda final 9 va ser jugat a la Sala de Concert Stavanger el 18 de maig de 2013. A més del super torneig, hi havia un torneig escolar local i un torneig de celebritats. En part paral·lel al torneig, Stavanger NGP Obert 2013 va ser arranjat pel Club Escacs Stavanger del 8 al 12 de maig. Les partides varen ser retrensmeses per internet en directe amb Dirk Jan deu Geuzendam i Simen Agdestein com a comentaristes.
El torneig va ser arranjat per la fundació Norway Chess, amb suport econòmic de municipis i negocis locals i el comtat de Rogaland. El cost de l'arranjament va ser pressupostat aproximadament per 5 milions de corones noruegues (aproximadament 672.000 euros), dels quals la meitat aproximadament foren pels premis dels participants. El pla dels organitzadors era poder fer el torneig com un esdeveniment anual.
Vladímir Kràmnik era al principi entre els participants més esperats, però l'abril de 2013 es va anunciar que es retirava i va ser reemplaçat per Piotr Svídler.

## Resultats
El 7 de maig de 2013 es va jugar un torneig blitz per decidir l'ordre dels jugadors pel torneig principal. Segons el reglament, el guanyador del blitz tenia el dret a escollir el número de la taula, i Sergey Karjakin va escollir ser cinquè en la taula general del torneig.

### Torneig Blitz
| #  | Jugador                        | Elo Blitz | 1 | 2 | 3 | 4 | 5 | 6 | 7 | 8 | 9 | 10 | Punts |
| -- | ------------------------------ | --------- | - | - | - | - | - | - | - | - | - | -- | ----- |
| 1  | Serguei Kariakin (Rússia)      | 2873      | X | 1 | 0 | 1 | 0 | 1 | 1 | 1 | ½ | 1  | 6.5   |
| 2  | Magnus Carlsen (Noruega)       | 2856      | 0 | X | ½ | 1 | 1 | 0 | 1 | ½ | 1 | 1  | 6     |
| 3  | Viswanathan Anand (Índia)      | 2783[8]   | 1 | ½ | X | 0 | 1 | 1 | 0 | 1 | 1 | ½  | 6     |
| 4  | Hikaru Nakamura (Estats Units) | 2844      | 0 | 0 | 1 | X | ½ | ½ | 1 | 1 | 1 | 1  | 6     |
| 5  | Piotr Svídler (Rússia)         | 2757      | 1 | 0 | 0 | ½ | X | 1 | 1 | 0 | 1 | 1  | 5.5   |
| 6  | Teimur Radjàbov (Azerbaidjan)  | 2755      | 0 | 1 | 0 | ½ | 0 | X | ½ | 1 | 1 | 1  | 5     |
| 7  | Jon Ludvig Hammer (Noruega)    | 2608[8]   | 0 | 0 | 1 | 0 | 0 | ½ | X | 1 | ½ | ½  | 3.5   |
| 8  | Wang Hao (Xina)                | 2698      | 0 | ½ | 0 | 0 | 1 | 0 | 0 | X | ½ | 1  | 3     |
| 9  | Levon Aronian (Armènia)        | 2817      | ½ | 0 | 0 | 0 | 0 | 0 | ½ | ½ | X | 1  | 2.5   |
| 10 | Vesselín Topàlov (Bulgària)    | 2666      | 0 | 0 | ½ | 0 | 0 | 0 | 0 | ½ | 0 | X  | 1     |
Els llocs 2, 3 i 4 va ser decidit per desempats: Carlsen amb més partides guanyades amb peces negres, Anand amb dues victòries amb negres contra una victòria de Nakamura.

### Torneig principal
| #  | Jugador                        | Elo (Núm.) | 1 | 2 | 3 | 4 | 5 | 6 | 7 | 8 | 9 | 10 | Punts | SB    |
| -- | ------------------------------ | ---------- | - | - | - | - | - | - | - | - | - | -- | ----- | ----- |
| 1  | Serguei Kariakin (Rússia)      | 2767 (10)  | X | 0 | 1 | 0 | 1 | ½ | 1 | ½ | 1 | 1  | 6     | 24.00 |
| 2  | Magnus Carlsen (Noruega)       | 2868 (1)   | 1 | X | ½ | ½ | ½ | ½ | 0 | ½ | 1 | 1  | 5.5   | 22.75 |
| 3  | Hikaru Nakamura (Estats Units) | 2775 (7)   | 0 | ½ | X | ½ | 0 | 1 | 1 | ½ | 1 | 1  | 5.5   | 21.25 |
| 4  | Piotr Svídler (Rússia)         | 2769 (9)   | 1 | ½ | ½ | X | ½ | ½ | 0 | ½ | ½ | 1  | 5     | 21.50 |
| 5  | Levon Aronian (Armènia)        | 2813 (2)   | 0 | ½ | 1 | ½ | X | ½ | ½ | ½ | ½ | 1  | 5     | 20.50 |
| 6  | Viswanathan Anand (Índia)      | 2783 (5)   | ½ | ½ | 0 | ½ | ½ | X | 0 | 1 | 1 | 1  | 5     | 19.25 |
| 7  | Wang Hao (Xina)                | 2743 (16)  | 0 | 1 | 0 | 1 | ½ | 1 | X | ½ | ½ | 0  | 4.5   | 21.50 |
| 8  | Vesselín Topàlov (Bulgària)    | 2793 (4)   | ½ | ½ | ½ | ½ | ½ | 0 | ½ | X | ½ | ½  | 4     | 18.00 |
| 9  | Teimur Radjàbov (Azerbaidjan)  | 2745 (14)  | 0 | 0 | 0 | ½ | ½ | 0 | ½ | ½ | X | 1  | 3     | 10.75 |
| 10 | Jon Ludvig Hammer (Noruega)    | 2608 (197) | 0 | 0 | 0 | 0 | 0 | 0 | 1 | ½ | 0 | X  | 1.5   | 6.50  |
El desempat va ser: puntuació Sonneborn-Berger, més victòries, la més victòries amb negres. En el cas d'un empat en el primer lloc, es tenia planificat fer una doble partida a blitz i una partida armageddon.